# Reflections in Blue
Reflections in Blue ist ein Jazzalbum von Sun Ra. Die am 18. und 19. Dezember 1986 in den Jingle Machine Studios, Mailand, entstandenen Aufnahmen erschienen 1987 als Langspielplatte, 2010 als Compact Disc auf dem Label Black Saint.

## Hintergrund
In den 1980er-Jahren habe sich Sun Ra vermehrt mit seiner musikalischen Vergangenheit beschäftigt, oft auf exzentrische Weise, schrieb Scott Yanow. Er interessierte sich wieder für die Musik von Fletcher Henderson und des frühen Duke Ellington Orchestra. Außerdem spielte er nun gelegentlich Standards in seinen Konzerten, wenn auch auf sehr eigene Art und Weise: Sun Ra sang den Evergreen „I Dream Too Much“ so, dass er am Ende der Sentenzen auf Vierteltönen ankam, eine Idee, zu der er aufgrund der Harmoniebewegungen des Originals angeregt wurde. „Say It Isn’t“ wurde in einem Swingarrangement so geschickt gespielt, dass dabei eine Bitonalität suggeriert wurde.
Das Studioalbum Reflections in Blue entstand während einer Europatournee u. a. mit Auftritten in Italien; im Sommer 1986 weilte Sun Ra schon einmal in Europa (A Night in East Berlin). Sun Ras 14-köpfiges Arkestra von 1986 spielte bei dieser Session (bei der auch das Album Hours After für Black Saint entstand) nicht nur wahnwitzige Interpretationen von Titeln wie den genannten und „Yesterdays“ (die auf Swing anspielen, während sie oft grenzwertige Soli enthalten), sondern auch Eigenkompositionen, die meistens wie verrückte Swing-Melodien klingen, insbesondere „Reflections in Blue“ und „Nothin’ from Nothin’“.
In Robert Campbells Buch The Earthly Recordings of Sun Ra heißt es: „Danny Ray Thompson sagt, dass er einige der Tracks aus dieser Session gemischt hat, obwohl dies nicht erwähnt wird.“ ‚Reflections in Blue‘ ist nicht Sun Ras Komposition von 1956 (die auf Sound of Joy und Sun Ra Visits Planet Earth veröffentlicht wurde), sondern ein neu geschriebener Blues von Sun Ra mit einem anderen Thema, der als Rhythm and Blues interpretiert wurde.

## Titelliste
- Sun Ra: Reflections in Blue (Black Saint)[4]

1. State Street Chicago (Sun Ra) 7:52
2. Nothin' from Nothin' (Laurdine „Pat“ Patrick) 4:24
3. Yesterdays (Jerome David Kern, Otto Harbach) 7:46
4. Say It Isn't So (Irving Berlin) 6:11
5. I Dream Too Much (Dorothy Fields, Jerome Kern) 5:03
6. Reflections in Blue (Sun Ra) 8:20

## Rezeption
Scott Yanow verlieh dem Album in Allmusic vier Sterne und schrieb: „Sicherlich ist dieses Studio-Set nicht für Swing-Puristen zu empfehlen, die das Leben zu ernst nehmen, aber die kreative und oft verrückte Musik dürfte viele Zuhörer erfreuen.“
Nach Ansicht von Richard Cook und Brian Morton, die das Album in The Penguin Guide to Jazz mit drei Sternen auszeichneten, entstand das Album in einer Phase der stetigen, aber oft auch wenig fantasievollen Konsolidierung. Reflections in Blue wie auch das bei diesen Sessions eingespielte Hours After würden sich fast ausschließen auf Mainstream-Kompositionen fokussieren.